# Jurisprudentie

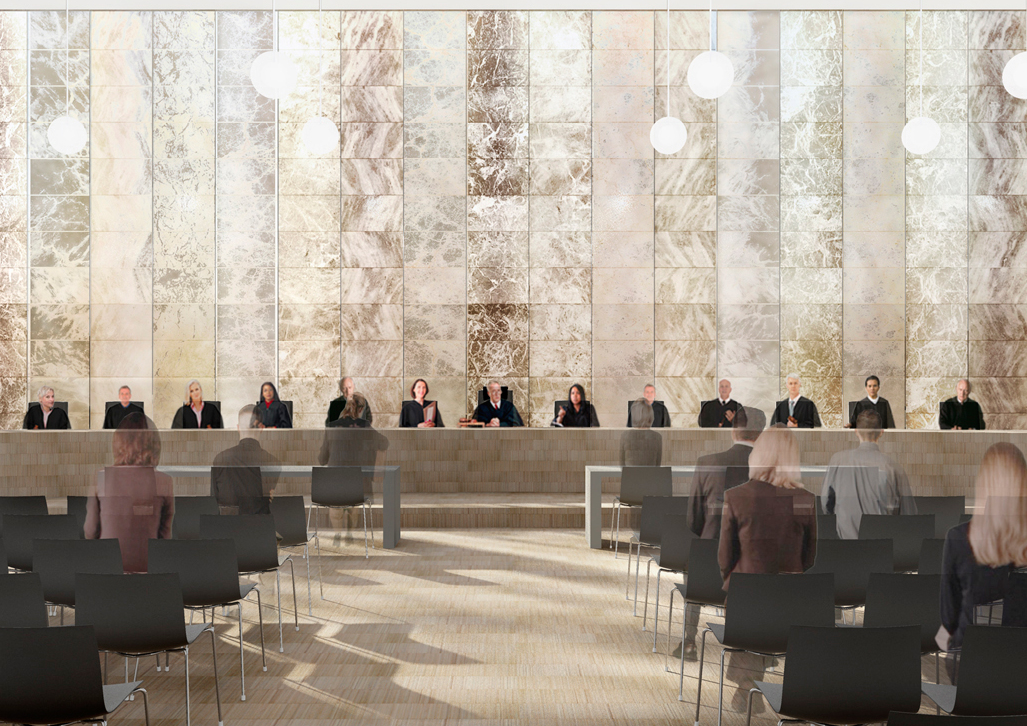
Hoge Raad der Nederlanden, grote zittingszaal

Jurisprudentie is het geheel van rechterlijke beslissingen in een bepaald rechtsstelsel. De term wordt ook gebruikt in specifieke zin voor de in een rechtstelsel heersende opvatting inzake ene bepaalde rechtsvraag zoals deze blijkt uit rechterlijke beslissingen in hogere instantie(s). Jurisprudentie vormt een aanknopingspunt voor rechters om te oordelen in latere soortgelijke gevallen en voor rechtsgeleerderden en mensen uit de rechtspraktijk, om een juridische mening te vormen over een bepaald onderwerp.
De belangrijkste uitspraken van Nederlandse rechterlijke colleges worden gepubliceerd in vaktijdschrijften als Nederlandse Jurisprudentie, AB Rechtspraak Bestuursrecht, Jurisprudentie Arbeidsrecht (JAR) of het Nederlands Tijdschrift voor Fiscaal Recht. Verder verzorgt in Nederland de overheid sinds 2012 de online publicatie van een brede selectie aan rechterlijke uitspraken op de website rechtspraak.nl. Dit gebeurt geanonimiseerd.

## Etymologie
De oudst bekende vermelding van het woord jurisprudentie in het Nederlands dateert van 1575. Het woord was afgeleid van het Laatlatijnse 'iurisprudentia' en had toen de betekenis 'rechtsgeleerdheid, rechtskunde'. Na 1700 verschoof de betekenis naar 'rechtsopvatting, toegepast recht'.

## Belang voor de rechtsvorming
Jurisprudentie speelt een belangrijke rol in de ontwikkeling van het recht, naast annotaties, de conclusies van de Advocaat-Generaal bij de Hoge Raad en wetenschappelijke literatuur. Praktijkmensen ontlenen er argumenten aan voor andere rechtszaken, wetenschappers werken de redeneringen uit of leveren gefundeerd commentaar in een wetenschappelijk artikel, andere rechters gebruiken het als reflectie op hun eigen beslissingen, en politici en betrokken burgers kunnen het als indicatie zien voor mogelijke veranderingen of misstanden in de maatschappij.
In processtukken en juridische artikelen is het belangrijk eenduidig naar jurisprudentie te kunnen verwijzen. Daarom is het van groot belang dat jurisprudentie wordt gepubliceerd en een bepaalde uitspraak kan worden teruggevonden. In Nederland krijgen gerechtelijke uitspraken, en ook conclusies van het parket van de Hoge Raad, sinds 28 juni 2013 een ECLI-nummer volgens een binnen de EU bestaand gestandariseerd systeem voor de aanduiding van een rechterlijke uitspraak, de European Case Law Identifier. Sinds 2016 kan via het justitieportaal van de Europese Unie naar alle gepubliceerde uitspraken met een ECLI-nummer worden gezocht.

## Rol in een rechtstelsel
Het belang dat aan jurisprudentie wordt gehecht, verschilt per rechtsstelsel. In het Belgisch en Nederlandse rechtsstelsel, die tot het continentaal recht worden gerekend, worden de rechtsregels door de volksvertegenwoordiging in wetgeving vastgelegd en jurisprudentie dient om de wetten 'in te kleuren'. In een common law-stelsel, zoals bijvoorbeeld het Verenigd Koninkrijk en de Verenigde Staten dat kennen, geldt de grondregel dat de rechtsregels uit de rechtspraak dienen voort te vloeien.

### Continentaal recht
Het continentaal recht wordt gehanteerd op het Europese continent, in Latijns-Amerika en delen van Azië en Afrika. Onder het continentaal recht is de rechter in principe gebonden aan de regels vastgehouden in wetgeving. Nationale wetgeving wordt door de volksvertegenwoordiging vastgesteld, meestal na uitgebreide overwegingen en parlementaire discussie. De wetten specificeren de zaken die voor een rechter kunnen worden gebracht, de toepasselijke procedure, en in het strafrecht de passende straf voor elke overtreding of misdrijf. Landen waarin het continentaal recht wordt toegepast zijn terughoudend als het gaat om de rechtskracht van jurisprudentie. Het is in beginsel niet aan de rechter om wettelijke regels te kunnen creëren; deze functie behoort aan de wetgever. Jurisprudentie speelt alleen een rol als de wet niet in een oplossing in de voorliggende zaak voorziet. De rechter interpreteert dan de bestaande wet, mede gebruikmakend van uitspraken in andere rechtszaken. Aldus preciseert een rechterlijk college wet- en regelgeving.

### Common law
In de meeste Angelsaksische landen geldt de common law. In dat stelsel wordt bij elke nieuw aangespannen rechtszaak uitgegaan van het principe dat gelijksoortige rechtszaken behandeld moeten worden volgens consistente en principiële regels, zodat ze tot een gelijksoortig resultaat leiden (stare decisis). In het geval dat partijen van mening verschillen over welke rechtsregels van toepassing zijn, bestuderen de rechters de jurisprudentie van soortgelijke zaken in het verleden. Als een bevoegde rechtbank in een vergelijkbare zaak een uitspraak heeft gedaan, zijn rechters gehouden zich een oordeel te vormen naar analogie van de redenering die destijds is gevolgd. Alleen als de rechtbank vindt dat de zaak fundamenteel verschilt van alle voorgaande zaken, hebben de rechters de bevoegdheid en de plicht een nieuwe uitspraak te doen (matter of first impression). Met deze uitspraak creëren de rechters nieuwe jurisprudentie, die bindend is in toekomstige zaken.